# Я — не серийный убийца
«Я — не серийный убийца» — мистический детектив Дэна Уэллса, первый в трилогии о Кливере, малолетнем социопате и охотнике на демонов, совершающих убийства. Книга переведена на русский язык. У романа есть продолжение — роман «Мистер Монстр», который также переведён на русский язык.

## Сюжет
Но истина была еще более кошмарной: настоящий ужас вызывают не гигантские монстры, а маленькие, безобидные с виду люди. Вроде мистера Кроули. Вроде меня. Ведь вы нас даже не замечаете.
15-летний Джон Уэйн Кливер живёт с разведённой матерью и старшей сестрой. Он помогает тёте и маме работать в семейном похоронном бюро. В свободное время он страдает от преследующих его социопатических мыслей, в которых он хочет убивать людей. Даже психолог доктор Неблин, к которому Джон ходит еженедельно, не может ему помочь. Вскоре в городе объявляется серийный убийца, который убивает мужчин и вынимает из них органы. Полиция не может идентифицировать убийцу, и тогда на охоту выходит малолетний социопат Джон. Так как доказать вину убийцы не представляется возможным, он сам осуществляет самосуд.
В конце книги автор выражает благодарность людям, помогавшим в создании романа, и клянётся, что книга не автобиографична.

## Реакция
Роман был встречен критикой в целом положительно. Тем не менее негативно оценивался тот факт, что данная книга сначала шла в жанре психологического детектива, а в середине резко перешла в мистическое русло.